# Helictopleurus basicornis
Helictopleurus basicornis är en skalbaggsart som beskrevs av Leon Fairmaire 1904. Helictopleurus basicornis ingår i släktet Helictopleurus och familjen bladhorningar. Inga underarter finns listade i Catalogue of Life.